# 274020 Skywalker
274020 Skywalker este o planetă minoră (asteroid) din centura de asteroizi. A fost descoperită pe 12 septembrie 2007 la  de Stefan Karge⁠(d). 
Obiectul prezintă o orbită caracterizată de o semiaxă mare de 3,106868406119 UAi, o excentricitate de 0,21, o înclinație de 15,4 ° în raport cu ecliptica.